# Historia Żydów w Olsztynie
Historia Żydów w Olsztynie – w dokumentach Żydzi w Olsztynie pojawiają się w 1780 roku, chociaż wtedy formalnie mieszkali jeszcze poza miastem. W samym Olsztynie pojawili się bezpośrednio po edykcie tolerancyjnym w 1813 r. Najliczniej przybywali z Prus Zachodnich, później także z Królestwa Polskiego. Najstarsze nazwiska Żydów, zachowane w dokumentach (akta z magistratu) pochodzą z lat 1813–1823: Heymann, Herrnberg, Kallmann, Frankenstein, Löwenthal, Cohn, Lauter, Simonson. W roku 1814 bracia Simonsonowie założyli w Olsztynie pierwszy sklep żydowski.
Pod koniec XIX w. Żydzi stanowili prawie 3% mieszkańców miasta (około 500 osób). Osiedleni byli głównie w okolicach drogi na Miłakowo (ul. Grunwaldzka). Gmina żydowska posiadała w tamtym czasie kilka parceli przy ul. Kołłątaja, Kopernika, ale większość przy ul. Grunwaldzkiej (po lewej stronie, na początku i środkowym odcinku ulicy). Wielu Żydów osiedliło się przy obecnych ulicach Knosały, Mochnackiego i Niepodległości (okolice dawnego Targu Końskiego). Z czasem powstała tu dzielnica nazywana żydowską. Osiedlali się tu rzemieślnicy pochodzenia żydowskiego, gdzie powstawały małe fabryczki, zakłady rzemieślnicze, sklepy, restauracje i domy mieszkalne.
W 1819 r. Żydzi założyli bożnicę przy ul. Prostej (według innych źródeł już w 1814). W 1825 r. do prywatnej szkółki żydowskiej uczęszczało 15 dzieci, a troje spośród nich także do prywatnej szkoły chrześcijańskiej. Pierwsza synagoga w Olsztynie powstała na rogu ulicy Kołłątaja i Okopowej (wówczas Schanzenstrasse i Krummstrasse) w roku 1835. Była wykorzystywana blisko 40 lat, po czym została przekazana na cele mieszkalno-handlowe. Budynek ten rozebrano w 1992 i zbudowano ponownie, nawiązując stylistycznie i architektonicznie do pierwotnego.
Nowa synagoga została zbudowana przy ul. Grunwaldzkiej na parceli nr 5 i oddana do użytku w roku 1877 (pierwsze działania podjęto już w 1871 r., gdy zwrócono się do władz o wydanie pozwolenia na nabycie gruntu w pobliżu zamku). Parcelę powierzchni 0,22 ha zakupiono od parafii ewangelickiej za 1500 marek. W latach 1906–1907, tuż obok wybudowany został żydowski dom starców i dom gminy żydowskiej. Synagoga została zdewastowana i podpalona w czasie tzw. nocy kryształowej (z 9 na 10 listopada 1938). Nieco później została zlikwidowana.
Do współczesności przerwał jedynie dom pogrzebowy (kostnica), zbudowana w latach 1912–1913 przy żydowskim cmentarzu wyznaniowym, obok ulicy Zyndrama z Maszkowic. Dom pogrzebowy został zaprojektowany przez Ericha Mendelsohna (wybitnego architekta XX wieku), syna olsztyńskiego kupca. Obecnie na ścianie domu pogrzebowego znajduje się tablica pamiątkowa z napisami w języku hebrajskim.
Cmentarz żydowski (kirkut) założono już w 1818 r., na wykupionej od miasta parceli przy ul. Seestrasse – Jeziornej (obecnie Zyndrama z Maszkowic). Cmentarz przetrwał II wojnę Światową. Do połowy lat sześćdziesiątych były tam zachowane macewy, które zostały usunięte na początku lat siedemdziesiątych. Część z nich zachowała się jako materiał, z którego zbudowano murek przy „Casablance” – budynku górującym nad olsztyńskim Parkiem zamkowym.
Zgodnie z przepisami w Prusach, olsztyńscy Żydzi wybierali władze swojej gminy na 6 lat: do zarządu synagogi od 3 do 5, do reprezentacji gminy 7-8 osób. W 1878 do zarządu wybrano Salzmanna, Herrnberga i Lewinsohna. Z kolei w 1885: Lackmanna, Izaaka Simonsona, Simona, Itzigsohna, N. Herrnberga, Adolfa Lewalda i Woythalera. W latach 1871–1898 rabinem był Tonn. Jego następcą był dr Marcus Olitzki, który swą funkcję pełnił przez 30 lat (Gazeta Olsztyńska napisała „Dr. Marek Olitzki, rabin żydowski w Olsztynie zmarł onegdaj na grasującą grypę. Zmarły 28 lat z górą stał na czele tutejszej gminy żydowskiej, ciesząc się ogólnym poważaniem”). Dr. Olitzki był przewodniczącym Związku Wschodniopruskich Towarzystwa Żydowskich Historii i Literatury. W 1885 r. w katolickim domu „Kopernik” wygłosił odczyt o żydowskim piśmiennictwie. Jego żona opiekowała się żydowskim domem sierot.
Na przełomie XIX i XX wieku nauki religii dla dziewcząt żydowskich nauczała panna Simonson, a dla chłopców rabin Olitzki i kantor Karo. Olsztyn był siedzibą Związku Żydowskich Nauczycieli Religii w Prusach Wschodnich.
W wieku XIX, niezależnie od kontaktów handlowych, olsztyńscy Żydzi utrzymywali nielegalne kontakty z polskimi Żydami, trudniącymi się przemytem. Żydzi ci byli nieustannie ścigani i karani przez władze pruskie. Represje te nie przynosiły zamierzonych skutków. W późniejszym okresie rabin Olitzki przewodził stowarzyszeniu, którego celem było przeciwdziałanie włóczęgostwu i żebractwu Żydów.
W wieku XIX Żydzi otrzymywali obywatelstwo pruskie i wtapiali się w ludność miejscową. Brali udział ze słynnym Jarmarku Jakubowym, należeli do Towarzystwa Upiększania Miasta.
W roku 1850, na mocy konstytucji pruskiej, Żydzi uzyskali prawo udziału w wyborach ogólnokrajowych (trzy klasy pod względem majątkowym). Do najzamożniejszej, pierwszej klasy w Olsztynie należeli trzej Żydzi: bracia Izaak i Simon Simonsonowie oraz Frankenstein. Po raz pierwszy Żyd w radzie miejskiej znalazł się najprawdopodobniej w roku 1853 (Izaak Simonson). Później Żydzi coraz częściej zasiadali we władzach miejskich (pojawiają się takie nazwiska jak: Hirschefeldt, Lewinsohn, Joacobsohn, Lewin, Raphaelsohn, Salzmann, Simon).
Żydzi liczni byli wśród przedstawicieli handlu i wytwórczości. Zajmowali się produkcją i handlem: waty, termometrów, tekstyliów, wódki i wyrobów spirytusowych, obuwia, wyrobów tytoniowych, maszyn do szycia, futer damskich, śledzi. Byli właścicielami fabryki zapałek (Ladendorff), fabryki mydła (Segall), fabryki octu (Silberstein), niektórych restauracji, cukierni, hoteli, banków, aptek.
W liczbach bezwzględnych społeczność żydowska najliczniejsza była w roku 1925 (612 osób, 1,61% ogółu mieszkańców). W 1939 roku Żydów było w Olsztynie zaledwie 135 (0,27%).
Stosunki między ludnością chrześcijańską a żydowską układały się w zasadzie poprawnie. Jednakże w 1882 r. doszło do próby pogromu ze strony miejscowych robotników, ale przeszkodziła policja. W Olsztynie antysemityzm przejawiał się w formie ukazujących się sporadycznie artykułów prasowych. Przykładowo olsztyńscy katolicy mieli pretensje do Żydów, o to, że w kwestiach spornych częściej popierali liberałów bądź ewangelików oraz że częściej wydzierżawili okoliczne jeziora. W życiu codziennym nie było antagonizmów między ludnością żydowską a chrześcijańską. W sklepach Żydzi rozmawiali ze swoimi klientami po polsku i po niemiecku. W 1861 r. 30 Żydów mówiło w jidysz a 130 po niemiecku lub po polsku. Ilustracja wtapiania się olsztyńskich Żydów w lokalna społeczność była ich działalność charytatywna. Na przykład w 1862 r. kupiec Izaak Simonson podarował 50 talarów na rzecz ubogich mieszkańców (niezależnie od ich wyznania) oraz założył dla nich fundację z kapitałem wyjściowym 200 talarów. Żyd Lewin ofiarował nowo wybudowanemu kościołowi Najświętszego Serca Pana Jezusa obrusy na ołtarze, dzwonki oraz dywan. Inni Żydzi sfinansowali wykonanie posadzki w katedrze św. Jakuba. W tym czasie powstał także Żydowski Związek Kobiet (Israeliter Verein), którego celem statutowym była opieka nad chorymi oraz pomoc najbiedniejszym. Istniała też loża założonej w Nowym Jorku (USA) w 1843 jako tajna loża dwunastu imigrantów żydowskich z Niemiec pod nazwą National Socialism Independent Order Bne Briss (UOBB), czy Bnei Briß organizacji B’nai B’rith (podobnie jak w innych miastach. m.in. Elblągu i Ostródzie, Szczecinie, czy loża Lebanon/Libanon w Wystruciu (niem Insterburg).. Po wygraniu przez NSDAP w Niemczech wyborów 5 marca 1933 r. również i w Olsztynie (wówczas Allenstein, Regierungsbezirk Allenstein Republiki Weimarskiej) wzmożone zostało prześladowanie Polaków oraz Żydów i np. członkowie SA przeprowadzili w marcu 1933r. rewizję budynku tejże loży żydowskiej w Olsztynie, nie dopuszczając do asystowania żadnego z członków prezydium loży.
Na przełomie 1940 i 1941 roku na terenie rejencji olsztyńskiej został przeprowadzony spis wszystkich Żydów. Później przeprowadzono ich masową eksterminację. Olsztyńskich Żydów (oraz z okolic Olsztyna) zgromadzono w żydowskim domu starców przy ul. Grunwaldzkiej, gdzie byli przetrzymywani do jesieni 1941 r. Następnie byli wywożeni i uśmiercani w nieznanych dotąd miejscach. Z zachowanych dokumentów wynika, że do 16 lutego 1942 r. w rejencji olsztyńskiej pozostały przy życiu tylko cztery osoby pochodzenia żydowskiego. W dniu 16 lutego także i one na polecenie gestapo zostały wywiezione i zamordowane.
Znaczne część zabudowy ul. Grunwaldzkiej nie przetrwała pobytu Armii Czerwonej (zostały spalone).
Jedne z ładniejszych budynków willowych, wybudowanych przez Żydów, znajduje się przy ulicy Mochnackiego (ówczesna Warschauerstrasse, od 1938 r. Strasie der S.A – okolice dawnego Targu Końskiego). Wybudowany w 1904 r. w stylu secesyjnym przez Abrahama Brünna (1853-1923). Ten żydowski kupiec i przedsiębiorca zajmował się handlem końmi i skórami oraz obrotem surowcami wtórnymi. Abraham Brünn był właścicielem obszaru, położonego między dzisiejsza ul. Smętka a szpitalem garnizonowym, na którym znajdowały się stajnie i magazyny oraz domu ze sklepem (skóry i materiały włókiennicze). Abraham Brünn był znanym i powszechnie szanowanym nie tylko wśród olsztyńskich Żydów.
Budowla, będąca domem rodzinnym Brünnów, wyróżniają się z otoczenia, stanęła między Fabryką Powozów (później montownia samochodów, obecnie znajduje się autokomis) Juliusa Reitzuga i typowym blokiem mieszkalnym. Willa została uznana w roku 1988 za zabytek. Po śmierci właściciela, wdowa (Friederike Brünn z domu Krokstanski, 1870–1940) w willi prowadziła sklep ze skórami i materiałami włókienniczymi. Potem utrzymywała się z posiadanego majątku oraz wynajmu urządzonych w willi trzech mieszkań czynszowych. W roku 1938 właścicielka domu została Rebecka Brünn, współspadkobierczyni po Abrahamie.
W roku 1939 Brünnom udało się wyemigrować z Olsztyna za granicę. Rok później Frederike zmarła w Tel Awiwie. W czasie wojny budynek, jak i całe mienie pożydowskie, został skonfiskowany przez władze niemieckie na rzecz Skarbu Państwa III Rzeszy i oddany w zarząd olsztyńskiemu magistratowi.

## Wybitni Żydzi z Olsztyna
- Erich Mendelsohn (architekt)
- Hugo Haase (przewodniczący niemieckiej socjaldemokracji)
- Frieda Strohmberg (malarka, nauczycielka rysunku)

## Zabytki
- Tablica upamiętniająca miejsce urodzenia Ericha Mendelsohna (róg ul. św. Barbary i Staromiejskiej)
- Dom pogrzebowy z tablicą pamiątkową w języku hebrajskim
- Synagoga w Olsztynie
- Stara Synagoga w Olsztynie

## Piśmiennictwo
- Stanisław Achremczyk, Władysław Ogrodziński (red.) „Olsztyn 1353-2003”, Olsztyn 2003
- Stanisław Piechocki „Dzieje olsztyńskich ulic”, Olsztyn 1995
- Stanisław Piechocki „Olsztyn magiczny”, Olsztyn 2002, Agencja Remix